# No Regrets (álbum de Dope)
No Regrets es el quinto álbum de la banda estadounidense de nu metal Dope. El álbum estaba disponible desde el 10 de marzo de 2009. La canción "Nothing For Me Here" Está en Guitar Hero III: Legends of Rock como una canción desbloqueable. Cabe a destacar que es claramente audible en algunas canciones como "Addiction", solos melódicos influenciados por el Metalcore.
El álbum debutó en el número 88 con 6.200 copias vendidas en su primera semana, convirtiéndolo en el álbum más alto en la historia de la banda, a pesar de que American Apathy vendió casi 3.000 copias más durante su primera semana de lanzamiento. Continuó siendo el álbum con más listas de éxitos de Dope hasta que Blood Money Part 1 alcanzó el puesto 27 en 2016.

## Lista de canciones
1. "Flat Line" - 0:37
2. "6-6-Sick" - 2:48
3. "Addiction" (Con Zakk Wylde) - 2:43
4. "No Regrets" - 3:30
5. "My Funeral" - 3:25
6. "We Are" - 3:25
7. "Dirty World" - 3:00
8. "Interlude" - 0:08
9. "Violence" - 2:51
10. "Best For Me" - 3:21
11. "Bloodless" - 0:10
12. "Scorn" - 3:04
13. "Rebel Yell" (Billy Idol Versionada) - 4:04
14. "I Don't Give A..." - 2:41
15. "Die Boom Bang Burn Fuck" - 8:26
16. "Nothing For Me Here" - 3:02

- "Die/Boom/Bang/Burn/Fuck" es un remix en vivo entre "Die MF Die", "I'm Back", "Sick", "Burn", y "Fuck tha Police".